# Nemophora prodigella
Nemophora prodigella is een vlinder uit de familie van de langsprietmotten (Adelidae). De wetenschappelijke naam van de soort is voor het eerst geldig gepubliceerd in 1853 door Zeller.